# Anne-Lie Rydé
Anne-Lie Rydé, folkbokförd Annelie Maria Rydé, född 17 oktober 1956 i Stockholm, är en svensk pop-, rock- och schlagersångerska.

## Biografi
Rydé växte upp på Lidingö som dotter till direktör Kurt Rydé och Maj-Britt Thörn men flyttade till Göteborg 1976. Där spelade hon med det Göteborgsbaserade bandet Extra 1978–1983 med producenten Henryk Lipp och Jimmy Lagnefors som gitarrist. Hon medverkade 1981 i musikalen "Rocky Horror Show" på Nya Teatern i Göteborg. Hon flyttade tillbaka till Stockholm 1983 och slog igenom som soloartist 1983 med albumet Anne-Lie Rydé. På den plattan finns Anne-Lie Rydés första hitlåt Segla på ett moln, skriven av Per Gessle.
Anne-Lie Rydé var till en början visuellt inspirerad av punken och Nina Hagen men musikaliskt spelade hon rock snarare än punk. Hon skrev ett antal låtar själv. Hon turnerade 1983–1984 med Dan Hylander, Py Bäckman och Raj Montana Band, och mottog år 1985 både Rockbjörnen och Karamelodiktstipendiet. Hon fick allvarliga problem med stämbanden 1987 så att hon nästan tvingades sluta sjunga, men kom tillbaka med albumet Mellan ljus och mörker 1989. 1990-talet blev en vändpunkt i Anne-Lie Rydés musik – hon började sjunga schlager istället för rock. Skivan Stulna kyssar, 1992, blev hennes största skivsuccé och följdes av en krogshow med samma namn på Börsen 1993, samt ytterligare en schlagerskiva, Prima donna!, år 1994. År 2002, efter åtta års skivuppehåll, släppte Anne-Lie Rydé samlingsplattan Det bästa 1983–2002, som innehöll en ny låt bland alla gamla låtar.  Efter ytterligare fem års skivuppehåll släppte hon I hela mitt liv år 2007, där Michael Westerlund skrivit all musik och nästan all text, Anne-Lie Rydé var även med och skrev texterna till några av låtarna. År 2010 släppte hon albumet Dans på rosor, där hon tolkar populära dansbandslåtar.
Åren 2004, 2005 och 2007 ställde Anne-Lie Rydé upp i Melodifestivalen, men lyckades inte ta sig till svensk final någon av gångerna. År 2007 deltog hon med en duett med Svante Thuresson.
Hon har även medverkat i TV-programmet TV-piraterna som gick som jullovsmorgonprogram 1983, i TV-programmet c/o Segemyhr som Antons (Olle Sarri) mor, samt som gästskådespelare i Rederiet 1996–1997.
Hon är bosatt på Södermalm i Stockholm.[källa behövs]
Säsongen 2016/2017 deltog Rydé i På spåret tillsammans med Ronny Svensson. De gick vidare till semifinal. 
Säsongen därpå 2017/2018 deltog hon i På spåret igen med Ronny Svensson. Laget förlorade då båda sina matcher i gruppen.
Den 26 augusti 2023 meddelade Anne-Lie Rydé officiellt att hon drar sig tillbaka från rampljuset och lämnar nöjesindustrin. Hon lämnade samma meddelande både på sin officiella, numera nedstängda, webbplats och på sina konton på Facebook och Instagram.

## Priser och utmärkelser
- 1985 – Karamelodiktstipendiet ”för att hon med säker känsla, fin röstbehandling och tongivande fantasi låter sång och musik genomsyras av en spännande neosensualism med inbyggda klacksparkar”
- 1985 – Rockbjörnen som ”Årets svenska kvinnliga artist”
- 1989 – Ulla Billquist-stipendiet

## Diskografi

### Studioalbum
- 1983 – Anne-Lie Rydé (vinyl och cd)
- 1985 – I mina rum (endast vinyl)
- 1987 – Den sista flykten (vinyl och cd)
- 1989 – Mellan ljus och mörker (vinyl och cd)
- 1992 – Stulna kyssar (vinyl och cd)
- 1994 – Prima donna! (endast cd)
- 2007 – I hela mitt liv (endast cd)
- 2010 – Dans på rosor (endast cd)

### Samlingsalbum
- 1990 – Segla på ett moln
- 1995 – För alla älskande
- 1997 – Till dig
- 2002 – Det bästa 1983-2002
- 2003 – Anne-Lie Rydé sjunger svenska schlagerklassiker

### Vinylsinglar
- 1985 – Svindlande ljus/Ännu en förlorad dag
- 1985 – Ansikte mot ansikte/Till dig
- 1987 – Gycklarens estrad/Tyst vår
- 1989 – Ta mej hem/Det gäller bara mej
- 1989 – Mitt hjärta slår bom bom/För en enda man

### CD-singlar
- 1992 – Regntunga skyar/En sån karl
- 1992 – En så'n karl
- 1994 – Du vet var jag finns (två versioner)
- 1994 – Alltid nåt som får mig att minnas/Det förstår inte du
- 1994 – Natten har tusen ögon/L som i älskar dig
- 2002 – En riktig man/Till dig
- 2004 – Säg att du har ångrat dig
- 2005 – Så nära
- 2007 – Första gången (duett med Svante Thuresson)

### CD-singlar promotion
- 1990 – I hela mitt liv
- 2002 – En riktig man

### Maxisinglar promotion
- 1983 – Segla på ett moln
- 1985 – I stillhet

### Medverkan på andra produktioner
Glitter, Glögg & Rock'n'Roll
- 1979 – Glitter, Glögg & Rock'n'Roll (julsånger, bandet Extra spelade en låt)
- 1980 – Extra (sång på samtliga låtar)
- 1982 – Artxe (sång på samtliga låtar)
- 1985 – ”All for the Love of Rock'n'roll” (Albumet ANC-galan)
- 1985 – ”Berg är till för att flyttas”/”Soweto”' (singel)
- 1986 – ”Dear Prudence”, ”The long and winding road” (duett med Eva Dahlgren på albumet AD Libitum sjunger Beatles)
- 1987 – ”Stanna på is”, ”Min älskling” (Albumet Eldorado, äventyret fortsätter)
- 1987 – ”Bröllop i Bolivia” (Albumet Himmelska dagar med Eldkvarn)
- 1988 – ”Deirdres samba” (Albumet Den flygande holländaren)
- 1990 – ”Fragancia” (Albumet Taube)
- 1993 – ”Allt börjar nu” (duett med Svante Thuresson på albumet En salig man)
- 1994 – ”En kvinna och en man” (duett med Niklas Strömstedt på albumet En gång i livet)
- 1996 – ”En blå ton” (Albumet Kolla klotet)
- 2007 – ”Vill du bli min soptipp” (Albumet Hörberg, Barbro)
- 2009 – ”Tennessee Waltz” (Albumet En sån natt med Zekes)

## Teater

### Roller (ej komplett)
| År   | Roll          | Produktion                                                       | Regi            | Teater       |
| ---- | ------------- | ---------------------------------------------------------------- | --------------- | ------------ |
| 1983 | Magenta       | Rocky Horror Show Richard O'Brien                                | Thotte Dellert  | Chinateatern |
| 2006 | Fräulein Kost | Cabaret John Kander, Fred Ebb och Joe Masteroff                  | Johan Wahlström | Tyrol        |
| 2008 | Medverkande   | En strut karameller – En hyllningsföreställning till Povel Ramel | Lotta Ramel     | Vasateatern  |